# L'amante segreta
L'amante segreta è un film del 1941 diretto da Carmine Gallone, tratto dal romanzo Mädel in Not dello scrittore tedesco Alfred Heller.

## Trama
Renata è una giovane ragazza che dopo alcune sfortunate vicende si trova nella più completa povertà. Per riuscire a tirare avanti decide di fare la modella per pittori, posando anche nuda, ma il trascorrere del tempo la porta sempre più vicina al fallimento esistenziale. Un giorno conosce un uomo, infelicemente sposato, e i due si innamorano. Lui riuscirà a lasciare la moglie, e insieme a Renata andrà verso un futuro roseo e pieno di speranze.

## Critica
Osvaldo Scaccia su Film del 15 novembre 1941: «Il merito principale di questo film, che Gallone ha diretto con giovanile entusiasmo, è di mostrare un'Alida Valli veramente bella (posa nuda, è vero, ma agli spettatori è permesso vedere solo il principio della spalla) e fotografata come non era mai stata fotografata; il difetto principale è nella trama troppo farraginosa...»

## Produzione
Prodotto da Carmine Gallone e Federico Curloni per la Grandi Film Storici, la pellicola fu girata negli studi di Cinecittà nell'estate del 1941.

## Distribuzione
La pellicola venne distribuita nelle sale cinematografiche italiane dall'I.C.I. il 27 settembre 1941.